# Gun Björk
Gun Björk, född 1937, är en svensk författare. Hon har författat ett stort antal barnböcker, oftast med sin make Ingvar Björk som illustratör.
De två samarbetade främst på 1970-talet, inledningsvis med bilderböcker och senare med illustrerade faktaböcker omkring djur, växter och natur.
Ett antal av böckerna har även översatts till andra språk, inklusive Den glade bagaren (Der fröhliche Bäcker på tyska, Den glade bager på danska), Grodor (Sammakot på finska) och Näbbmöss (Shrews på engelska) och Titta på prästkragen och andra blommor på ängen (Små blomster på enga på norska).